# Xã Birchdale, Quận Todd, Minnesota
Xã Birchdale (tiếng Anh: Birchdale Township) là một xã thuộc quận Todd, tiểu bang Minnesota, Hoa Kỳ. Năm 2010, dân số của xã này là 856 người.